# テレビ東京月曜9時枠の連続ドラマ
テレビ東京月曜9時枠の連続ドラマ（テレビとうきょうげつようくじわくのれんぞくドラマ）は、テレビ東京系列にて毎週月曜夜9時に放送していたテレビドラマ及び時代劇の作品一覧である。

## 放送作品

### 第1期（1969年4月 - 1980年7月）
東京12チャンネル時代の1969年4月に放送開始された『プレイガール』は、お色気ドラマとして大きな話題となり7年続いた。その後は海外ドラマ『特別狙撃隊S.W.A.T.』や『愛のドラマシリーズ』などが放送されていたが、1980年の『ミラクルガール』をもって、この枠でのドラマ放映は一時中断する。
- プレイガール - 21:00 - 21:56で放送。
- プレイガールQ - 21:00 - 21:55に変更、更に1975年10月からは21:00 - 21:54に再変更（いずれも天気予報枠拡大のため）。
- 特別狙撃隊S.W.A.T. - 火曜20:00に移動。
- 愛のドラマシリーズ
- ザ・スーパーガール
- ミラクルガール

### 第2期（1986年10月 - 1993年9月）
6年2か月の中断の後、1986年10月に『ドラマ女の手記』がスタートした。これ以降大人向けの単発ドラマシリーズが続いた。ちなみに『月曜・女のサスペンス』放送期間中の1989年10月にテレビ北海道が、1991年4月にTVQ九州放送が開局している。

#### ドラマ・女の手記（1986年10月 - 1987年9月）
| タイトル                                                       | 放送日         | 出演者 |
| -------------------------------------------------------------- | -------------- | --- |
| 激写狩人フォトハンター ～ある女性カメラマンの手記～（2時間SP） | 1986年10月6日  | 菅原文太 岡江久美子 小野みゆき 平淑恵 高橋悦史                                                                        |
| 温泉仲居物語 湯煙り湯の街女の涙                                | 1986年10月13日 | 浅茅陽子 河原崎長一郎 芦川よしみ 蟹江敬三                                                                             |
| 女子刑務官物語                                                 | 1986年10月20日 | 杉田かおる 高橋ひとみ 正司歌江 竹井みどり                                                                             |
| 定年ともだち・夢のチーズケーキ                                 | 1986年10月27日 | 大坂志郎 高沢順子 名川貞郎 佐藤英夫 津島恵子                                                                          |
| 住宅街の恐怖                                                   | 1986年11月3日  | 沢田亜矢子 児島美ゆき 松山政路 中原早苗                                                                               |
| 破られた日記                                                   | 1986年11月10日 | 伊藤智恵理 仲谷昇 石井トミコ 橋爪功                                                                                   |
| 手さぐりの旅路                                                 | 1986年11月17日 | 松原智恵子 牧口昌代 大塚国夫 大和田獏                                                                                 |
| いのちください                                                 | 1986年11月24日 | 斉藤こず恵 天田俊明 佐々木愛 前田吟                                                                                   |
| 新米保母さん奮戦記                                             | 1986年12月1日  | 三田寛子 平田満 安達美加 山岡久乃                                                                                     |
| 新同棲時代                                                     | 1986年12月8日  | 紺野美沙子 鹿取容子 塩沢とき 桑名正博                                                                                 |
| 未婚の母でごめんね                                             | 1986年12月15日 | 佐藤とも子 高橋長英 三浦リカ 浅利香津代                                                                               |
| 看護婦日記                                                     | 1986年12月22日 | 麻生真美子 東てる美 本阿弥周子 松村達雄                                                                               |
| 母さんタクシー発車オーライ                                     | 1986年12月29日 | 柏木由紀子・中島大介                                                                                                  |
| 不倫戦争                                                       | 1987年1月5日   | 夏樹陽子 江藤潤 山内賢                                                                                                |
| 広告娘とガンコ親父の愛の対決                                   | 1987年1月12日  | 内藤剛志 |
| 華麗なる人妻強盗                                               | 1987年1月19日  | 大谷直子 久保菜穂子                                                                                                   |
| 女探偵の浮気報告                                               | 1987年1月26日  | 萩尾みどり 奈美悦子                                                                                                   |
| 愛は死線を越えて                                               | 1987年2月2日   | 児玉清 南田洋子 |
| 悪妻物語?                                                      | 1987年2月9日   | 岡江久美子 |
| 温泉仲居物語2                                                  | 1987年2月16日  | 藤田弓子 児玉清 |
| 極道の妻 体張ります                                            | 1987年2月23日  | 中田喜子 板倉佳代子 高田純次                                                                                          |
| 離婚居候人                                                     | 1987年3月2日   | 野川由美子 山田吾一 生田悦子                                                                                          |
| 涙の伴走 お姉ちゃんもう走れない                                | 1987年3月9日   | 榊原郁恵 垂水悟郎 池田直人 宅麻伸                                                                                     |
| 再婚の条件                                                     | 1987年3月16日  | 木内みどり 中村たつ 新克利                                                                                            |
| 近所いじめの恐怖!!                                             | 1987年3月23日  | 岡田奈々 石野真子 草川祐馬 荒木道子                                                                                   |
| 待つ女に甘い誘惑                                               | 1987年3月30日  | 多岐川裕美 ケーシー高峰 潮哲也 浜田光夫                                                                               |
| 不倫の構図を追え! 写真狩人フォトハンターII（2時間SP）          | 1987年4月6日   | 島田陽子 高岡健二 藍とも子 高松英郎 高橋一也 岡本健一 前田耕陽 (旧男闘呼組のメンバー3人) 井上孝雄 松尾嘉代 若山富三郎 |
| 嫁姑大戦争 ダメ亭主の反乱!                                     | 1987年4月13日  | 星野知子 山口美也子 加藤治子 蟹江敬三                                                                                 |
| 不倫の請求書                                                   | 1987年4月27日  | 池波志乃 中尾彬 伊藤智恵理 范文雀                                                                                     |
| 乳房よ、サヨナラ!                                              | 1987年5月4日   | 沢田亜矢子 地井武男                                                                                                   |
| 死ぬほどやせたい                                               | 1987年5月11日  | あべ静江 萩尾みどり 高沢順子 村野武憲                                                                                 |
| 女ふたり 半分だけ嫁姑                                          | 1987年5月18日  | 香山美子 山田吾一 赤木春恵                                                                                            |
| 嫁姑いびり温泉ふたり旅                                         | 1987年5月25日  | かたせ梨乃 本田博太郎 丹阿弥谷津子                                                                                    |
| 夫を交換した妻たちの体験                                       | 1987年6月1日   | 岡本富士太 森下愛子 加納竜 黒田福美 高林由紀子                                                                        |
| 子宝母ちゃん激闘記                                             | 1987年6月8日   | 藤田弓子 高部知子 坂井徹 荒井注                                                                                       |
| 車椅子の恐怖                                                   | 1987年6月15日  | 三條美紀 |
| 定年当日の離縁状                                               | 1987年6月22日  | 渡辺美佐子 石井めぐみ 長谷川昭男 伊東四朗                                                                             |
| 温泉仲居物語3                                                  | 1987年6月29日  | 菅井きん 岡本富士太 芦川よしみ                                                                                        |
| 密告                                                           | 1987年7月6日   | 山本陽子 本田博太郎 永島暎子                                                                                          |
| 家庭崩壊を救った熱球                                           | 1987年8月3日   | 香山美子 山本譲二 |
| 温泉仲居物語4 伊香保の湯に煙る実母の涙                         | 1987年8月10日  | 中村玉緒 奈美悦子 安孫子里香 前田吟                                                                                   |
| 温泉仲居物語5                                                  | 1987年8月17日  | 渡辺典子 初井言栄 |
| 温泉仲居物語6                                                  | 1987年8月24日  | 菅井きん 芦川よしみ 宮下順子 岡本富士太                                                                               |
| 温泉仲居物語7                                                  | 1987年8月31日  | 水沢アキ 本田博太郎                                                                                                   |
| 妻の置き手紙                                                   | 1987年9月7日   | 大空真弓 四方堂亘 朝比奈順子 船戸順 林与一                                                                            |
| ボケ防止家族戦争                                               | 1987年9月14日  | |
| 恐怖の社宅いじめ                                               | 1987年9月21日  | 岡江久美子 中島久之 正司花江 高沢順子                                                                                 |

#### ドラマ・女の四季（1987年10月 - 1988年3月）
| タイトル                                    | 放送日         | 出演者                                                           |
| ------------------------------------------- | -------------- | ---------------------------------------------------------------- |
| 特別企画「からたちの花、永遠に」（2時間SP） | 1987年10月5日  | 片岡孝夫 黒木瞳 平田満 新克利 仲谷昇 池上季実子 真野響子         |
| 嫁姑赤ちゃん戦争!                           | 1987年10月12日 | 池内淳子 手塚理美                                                |
| 温泉仲居物語8 湯煙り草津                    | 1987年10月19日 | 五月みどり 下条アトム 高部知子 地井武男                          |
| 妻の家出                                    | 1987年10月26日 | 星由里子 神山繁 藤代美奈子 真山知子 露原千草 大須賀昭人 三澤慎吾 |
| 交換結婚                                    | 1987年11月2日  | 山口果林 林寛子                                                  |
| 嫁姑露天ふろ戦争!2                          | 1987年11月9日  | 友里千賀子 鳳八千代                                              |
| おかしな二人                                | 1987年11月16日 | 栗原小巻 小林哲子 池田勝 菅井きん                                |
| 逆転夫婦                                    | 1987年11月23日 | 大空真弓 蟹江敬三                                                |
| 愛人宣言 五年目の裏切り                     | 1987年11月30日 | 夏樹陽子 浜田晃 中島葵 風見章子 前田吟                           |
| 姑の春 シルバーお見合い温泉旅行             | 1987年12月7日  | 乙羽信子 石丸謙二郎 日向明子 高松英郎                            |
| 夫の突然死                                  | 1987年12月14日 | 范文雀 小坂一也 丹阿弥谷津子 黒沢年男                            |
| 結婚介添人物語                              | 1987年12月21日 | 小川眞由美 黒部幸英 篠山葉子 岩本多代                            |
| パパ定年ボクお入園                          | 1987年12月28日 | 池内淳子 手塚理美 佐藤英夫 新井康弘                              |
| 温泉仲居物語9                               | 1988年1月4日   | 太地喜和子 赤塚真人 高田敏江 夏八木勲                            |
| 温泉仲居物語10・陽春旅路篇                  | 1988年1月11日  | 太地喜和子 赤塚真人 高田敏江 夏八木勲                            |
| 愉快な結婚仕掛人                            | 1988年1月18日  | 木内みどり 角野卓造 初井言栄                                     |
| 150歳の思春期!?                             | 1988年1月25日  | 高橋恵子 高岡健二 望月太郎 原ひさ子 高松英郎                     |
| 母の朝帰り                                  | 1988年2月1日   | 香山美子 大和田伸也 浅利香津代 津島恵子                          |
| お姑さん大募集!                             | 1988年2月8日   | 叶和貴子 中本賢 松金よね子 三崎千恵子 鈴木光枝                   |
| 妻たちが買った危険な一夜                    | 1988年2月15日  | 朝丘雪路 平賀雅臣 富士原恭平 萩尾みどり                          |
| 嫁姑 ペット戦争!                            | 1988年2月22日  | 三原じゅん子 森川正太 塩沢とき 賀原夏子                          |
| 受験当日の結婚宣言                          | 1988年2月29日  | 南田洋子 三谷昇 江幡高志 内田真一 立石涼子 仲谷昇                |
| 多重人格の女                                | 1988年3月7日   | 酒井和歌子 寺泉憲 樫山文枝(特別出演)                             |
| 隣の部屋の女                                | 1988年3月14日  | 永島暎子 高橋洋子 岩倉高子 樋浦勉 殿山泰司 乙羽信子 三浦浩一     |
| 母と子の卒業式                              | 1988年3月28日  | 小林千登勢 森高千里 河原崎長一郎 丘さとみ 長谷川待子             |

エンディングテーマ曲：白井美知代「恋は魔力」

#### 月曜・女のサスペンス（1988年4月 - 1993年3月）

##### 夏樹静子トラベルサスペンス
| 放送日                     | タイトル                           | 脚本              | 音楽     | 監督・演出     | 出演者 |
| -------------------------- | ---------------------------------- | ----------------- | -------- | -------------- | --- |
| 1988年4月4日 (20:03-21:48) | 青函特急から消えた男※（2時間SP）   | 舘龍太            |          | 松島稔         | 静香:夏樹陽子 岡本：江原真二郎 黒坂(代議士)：高松英郎 三村刑事：鈴木ヤスシ 「北斗星」の車掌：三遊亭小金馬 雑誌記者：デニス・フォルト 久美：森口瑤子 柳沢：田島真吾 綾子(静香の母)：荒木道子 浅倉(静香の亡父)：永谷悟一 堀：加納竜 妙子：岡本佳織 柊子：白都真理 酒田(財界の実力者)： 高橋幸治 |
| 1988年4月11日              | 寝台特急の女 密室殺人              | 押川国秋          |          | 小林俊一(演出) | 香山美子 山田吾一 西田健 |
| 1988年4月18日              | 復讐の滑走路灯                     | 加瀬高之          |          | 上野英隆(演出) | 片平なぎさ 中島久之 長谷川哲夫 |
| 1988年4月25日              | 山手線殺人事件                     | 加瀬高之          |          | 小林俊一(演出) | 岩崎良美 鶴見辰吾 吉満涼太 菊池良一 秋野陽介 佐藤英夫 |
| 1988年5月2日               | 白いクーペの女※                    | 押川國秋          |          | 奥中惇夫       | 希代江：黒木瞳 妙子：小野みゆき 諏訪：秋野太作 沢井：織本順吉 |
| 1988年5月9日               | 伊豆大島殺人ツアー※                | 中島玲子 江崎実生 |          | 江崎実生       | 蛸島博夫：石立鉄男 「自殺願望」の青年・古谷：新田純一 日出代：東千晃 パイロット：水島涼太 吉井：山下潤一郎 博夫の叔父・喜一：今福将雄 博夫の妻・さよ子：池波志乃 |
| 1988年5月16日              | 瀬戸大橋殺人事件                   | 竹山洋            |          | 淡野健(演出)   | 田中健 草薙良一 永島暎子 |
| 1988年5月23日              | 残された車! 首都高速7号線変死事件※ | 西岡琢也          |          | 江崎実生       | 葛城の妻：松尾嘉代 友里恵：原日出子 葛城の娘：田沢令子 静子：吉佐美聖子 尾崎：山本伸吾 葛城：森下哲夫 |
| 1988年5月30日              | 東海道本線殺人事件                 | 溝田佳奈          |          | 岡屋竜一(演出) | 渡辺典子 小松方正 竹内力 |
| 1988年6月6日               | 九州航路の謎※                      | 井野ちあき        |          | 小原宏裕       | 桂瑠美子(社長秘書)：早乙女愛 立花長吉(立花物産社長)：山内明 耕太郎(長吉の娘婿)：矢島健一 直美(長吉の娘)：和泉ちぬ 松本慶一(宝石商)：内藤剛志 槇村慎一(海上保安官)：夏八木勲 石村（瑠美子の元恋人）：小池雄介 茂木務：岡部健                                                                   |
| 1988年6月13日              | すれ違った女※                      | 増田佳彦          | 千装敏夫 | 日高武治       | 千代美：范文雀 沢井：遠藤憲一 児童施設の先生：壇まゆみ 千代美の母：長谷川待子 佐竹刑事：ハナ肇 |
| 1988年6月20日              | 恐怖の中央高速※                    | 寺森満            |          | 小原宏裕       | 偽のバス運転手(宝石店強盗の主犯)：三浦浩一 偽のバスガイド(主人公の恋人→強盗の共犯者)：南條玲子 部下と不倫旅行中の会社員：潮哲也 佐倉刑事：誠直也 |
| 1988年6月27日              | パスポートの秘密※                  | 竹山洋            |          | 奥中惇夫       | 萬田久子 篠塚勝 三好美智子 山下裕美恵 志賀圭二郎 木村元 田中隆三 |

旧東海映画社(現ジャパンビジョン社)が製作した作品。1993年以降は「夏樹静子劇場」に再構成されている。
エンディングテーマ曲：吉野千代乃「帰れないエトランゼ」
「夏樹静子劇場」版(旧東海映画社製作の8作品)でのテーマ曲：河合奈保子「夢の跡から」（オープニング）/キム・ヨンジャ「かんにんや…」（エンディング）

##### 事件の女たち
| 放送日        | タイトル                              | 原作     | 脚本                 | 監督・演出   | 出演者 |
| ------------- | ------------------------------------- | -------- | -------------------- | ------------ | --- |
| 1988年7月4日  | 疑惑の標的 〜保険金殺人未遂事件       |          | 近藤昭二             | 加藤彰       | 酒井和歌子 中島葵 高橋長英 |
| 1988年7月11日 | 危険なめぐり逢い                      |          | 田部俊行             | 猪崎宣昭     | 平岡佐知子：浅田美代子 平岡憲一：西岡徳馬 憲一の上司：穂積隆信 滝川浩之：南条弘二 穂積高子：中村晃子                                                                         |
| 1988年7月18日 | 狙われた目撃者                        |          | 東条正年             | 中務忠       | 香山美子 大橋雅子 川辺久造 浅利香津代 |
| 1988年7月25日 | 信玄伝説殺人事件                      |          | 酒井あきよし         | 淡野健(演出) | 岡田奈々 笹山栄一 国広富之 千波丈太郎 緋多景子 駒塚由衣 増田順司 倉地雄平 側見民雄 広森信吾                                                                                  |
| 1988年8月1日  | 消えない秘密                          |          | 橋本和子             | 斉藤信幸     | 三ツ矢歌子 赤座美代子 高松英郎 |
| 1988年8月8日  | 黒髪 大島紬殺人事件                   |          | 竹山洋               |              | 沢田亜矢子 茅島成美 平松慎吾 若林豪 |
| 1988年8月15日 | 父は戦争に行った                      | 阿部牧郎 | 下飯坂菊馬           | 吉田憲二     | 野島笙子:栗原小巻 小堀元治:平幹二朗 小堀弘:鷲生功 野島康之助:嵯峨善兵 野島隆志:原田清人 林田:山本清 高岡:武内亨 早川純一 可知靖之 矢野宣 神山寛 古田将士 中村美代子 浜田寅彦 |
| 1988年8月22日 | 時効 あの時 …南アルプス渓流殺人事件   |          |                      |              | 岡江久美子 田島加奈子 岸部シロー |
| 1988年8月29日 | プライバシー殺人事件                  |          | 湯浅弘子             | 中津川勲     | 浅茅陽子 香川照之 皆川鉄也 横光克彦 |
| 1988年9月5日  | 蒼い服の女 暴かれた都会の野獣の正体   |          | 岩佐憲一・宮崎佐吉子 | 松島稔       | 万田久子 吉村卓三 平野明美 渡辺裕之 |
| 1988年9月12日 | 闇の中の女 恐怖の二重離婚届！         |          | 加瀬高之             | 瀬川昌治     | 大場久美子山下智子 荒谷哲博 京本政樹 |
| 1988年9月26日 | 狙われた女 恐怖の殺人、脅迫に痴漢の影 |          | 丸内敏治             | 上垣保朗     | かとうかず子 高橋ひとみ 加藤善博 竹中直人 寺田農 |

エンディングテーマ曲：麻生真美子「男だから泣かないで」

##### 特別番組により休止
| 放送日                      | タイトル                                                | 脚本     | 監督・演出       | 出演者                                                                         |
| --------------------------- | ------------------------------------------------------- | -------- | ---------------- | ------------------------------------------------------------------------------ |
| 1988年10月3日 (20:03-21:48) | 瀬戸内晴美特別企画「熱き炎の旅〜ここ過ぎて」（2時間SP） | 中島丈博 | 西村正五郎(演出) | 秋吉久美子 浅茅陽子 隆大介 岡本舞 大橋吾郎 古田将士 嵯峨善兵 中原丈雄 奥田瑛二 |

##### 文豪シリーズ（第1期）
| 放送日         | タイトル                  | 原作                        | 脚本              | 監督・演出     | 出演者 |
| -------------- | ------------------------- | --------------------------- | ----------------- | -------------- | --- |
| 1988年10月10日 | 藪の中 殺意の瞬間         | 芥川龍之介 「藪の中」       | 鈴木尚之 井上正子 | 河野宏(演出)   | 妻:加賀まりこ 夫:いかりや長介 ヒッチハイクの青年:杉本哲太 若い女:土家里織                                                                             |
| 1988年10月17日 | 刺青 魔性の秘密           | 谷崎潤一郎 「刺青」「秘密」 | 新藤兼人          | 松井稔         | 満枝:夏樹陽子 清吉:萩原流行 花丸:殿山泰司 花子:乙羽信子 刑事:鶴田忍 警官:安藤一夫 タクシー運転手:樋浦勉                                               |
| 1988年10月24日 | 復讐 死者からの告発状     | 三島由紀夫 「復讐」         | 楠田芳子          | 脇田時三       | 山岸幸子:伊藤つかさ 律子:結城美栄子 倉谷玄武:須賀不二男 治子:風祭ゆき 登:青山孝史 正木奈津:中原早苗 八重:日高澄子 近藤虎雄:中山仁                     |
| 1988年10月31日 | 彼岸花の女                | 夏目漱石 「趣味の遺伝」     |                   |                | 高橋幸治 東啓子 財前直見 |
| 1988年11月7日  | 殺意の迷路                | 志賀直哉 「范の犯罪」       | 宮川一郎          | 松島稔         | 桜井検事:高橋悦史 桜井の秘書：横山リエ 「范」:竹中直人 范の妻・路子:余貴美子 田口一郎:及川以造 小牧:上田耕一 大森警部補:佐々木勝彦 医者:平野稔        |
| 1988年11月14日 | 疑惑のクリスマス          | 谷崎潤一郎 「途上」         | 竹山洋            | 森下和清       | 湯河勝太郎:伊東四朗 マスター:草薙良一 加代:鹿沼えり 安藤陽三:柄本明                                                                                   |
| 1988年11月21日 | はばたきたい 孤独な逃亡者 | 太宰治 「犯人」             | 岩間芳樹          | 河野宏         | 慶助:坂上忍 秀美:網浜直子 芳子:新藤恵美 絵沢萌子 須永慶 浅沼晋平 谷津勲                                                                               |
| 1988年11月28日 | スペードの女              |                             |                   |                | 二宮さよ子 名古屋章 |
| 1988年12月5日  | 残された手首              | 大佛次郎 「怪談」           | 八木柊一郎        | 澁谷正行       | 村山清:平田満 村山美津子:岡江久美子 倉島康次郎:井上純一 倉島綾子:中島はるみ 竹内医師:庄司永建 落合ひとみ 武見龍磨 永光基乃 佐藤幸雄 唐木ちえみ 平野元 |
| 1988年12月12日 | 花火                      |                             |                   |                | 鶴見辰吾 吉満涼太 奥野匡 白都真理 |
| 1988年12月19日 | 花盗人                    | 森鷗外 「即興詩人」         | 中島丈博          | 奥村正彦(演出) | 山咲千里 安藤一夫 若林志穂 竹内力 |
| 1988年12月26日 | 大晦日の幽霊              | 泉鏡花 「眉かくしの霊」     |                   |                | 平幹二朗 二宮さよ子 浜田寅彦 船場牡丹 平泉成 |

エンディングテーマ曲：常森寿子「Cryptogam」（アルバム「眼」より）

##### 曜日変更の上2時間に拡大して放送
| 放送日           | タイトル                                      | 脚本                | 監督・演出 | 出演者                                                           |
| ---------------- | --------------------------------------------- | ------------------- | ---------- | ---------------------------------------------------------------- |
| 1989年1月3日(火) | 新春サスペンス 雪は死の粧い（西村京太郎原作） | 宮川一郎 荻原美和子 | 中津川勲   | 岡田茉莉子 名高達郎 外山高士 中尾彬 風祭ゆき 宮口二郎 松原智恵子 |

##### 列島縦断事件シリーズ（第1期）
| 放送日        | タイトル                        | 脚本     | 監督・演出     | 出演者                                                                             |
| ------------- | ------------------------------- | -------- | -------------- | ---------------------------------------------------------------------------------- |
| 1989年1月16日 | 故郷に消えた妻 瀬戸内海殺人旅行 |          |                | 岡田奈々 有川博 伊佐山ひろ子 勝部演之 岡本富士太                                   |
| 1989年1月23日 | レジャーランド殺人事件          |          |                | 斉藤慶子 広岡瞬 岡田圭 荒井注                                                      |
| 1989年1月30日 | 死を呼ぶ人形 京都伏見殺人事件   | 横光晃   | 中村金太(演出) | 朝丘雪路 近石真介 立川三貴 木下浩之 重松収 小川美那子 石丸謙二郎 金沢碧            |
| 1989年2月6日  | 小京都 笹間殺人水脈             | 石森史郎 | 岡屋龍一(演出) | 沢田亜矢子 江守徹 清水健太郎 香山美子                                              |
| 1989年2月13日 | 愛のアリバイ                    | 篠崎好   | 木下亮         | 市毛良枝 小松方正 佐藤恵利 片岡弘貴 飯島大介 戸浦六宏 勝野洋                       |
| 1989年2月20日 | 愛人岬                          |          |                | 岩崎良美 三ツ木清隆 五十嵐めぐみ                                                   |
| 1989年2月27日 | 孔雀の誘惑                      | 西村昌子 | 新城卓         | 浅茅陽子 深水三章 鹿島信哉 大野紋香 風祭ゆき                                       |
| 1989年3月6日  | 月に光る殺意の海                | 石原武龍 | 大井利夫(演出) | 南田洋子 前田保美 駒塚由衣 飯島大介 船戸順 室田日出男                              |
| 1989年3月13日 | 広瀬川心中                      | 田部俊行 | 居川靖彦       | 久野綾希子 麻丘めぐみ 河原さぶ 石山律雄 中村孝雄 高崎隆二 竹沢慶 上田耕一 長門裕之 |
| 1989年3月20日 | 横浜山手殺人事件 年上の危険な女 | 大原豊   | 岡屋龍一(演出) | 夏木マリ ルパン鈴木 寒川直人 鶴見辰吾                                              |

エンディングテーマ曲：陣内大蔵「First Snow」

##### 特別番組により休止
| 放送日                      | タイトル                                    | 脚本     | 監督・演出 | 出演者                                                                          |
| --------------------------- | ------------------------------------------- | -------- | ---------- | ------------------------------------------------------------------------------- |
| 1989年3月27日 (20:03-21:54) | 宇宙飛行士エリソン・オニヅカと母（2時間SP） | 毛利恒之 | 恩地日出夫 | 北林谷栄 佐々木すみ江 佐藤英夫 ケビン・フジカワ 井田州彦 P・アーノルディ 西田健 |

##### 傑作推理受賞作シリーズ（第1期）
| 放送日                     | タイトル                          | 原作       | 脚本               | 監督・演出     | 出演者 |
| -------------------------- | --------------------------------- | ---------- | ------------------ | -------------- | --- |
| 1989年4月3日 (20:03-21:54) | 大いなる幻影（2時間SP）           | 戸川昌子   | 新藤兼人           | 松島稔         | 岸田今日子 勝野洋 中島ゆたか 遠藤康 范文雀 戸川昌子 安永憲司 乙羽信子 松尾嘉代 |
| 1989年4月17日              | 笛吹けば人が死ぬ                  |            | 岩間芳樹           | 河野宏         | 明石良輔：林隆三 三谷絵奈(昭和24年)野村真美 占部高久：徳江一裕 岡田(刑事)：左とん平 三谷絵奈(平成元年)：南田洋子                                                                    |
| 1989年4月24日              | 16年後の殺人                      |            |                    |                | 夏八木勲 渡辺典子 宝田あやこ 山口崇 |
| 1989年5月1日               | 疑惑の妻 箱根路殺人行             |            |                    |                | いかりや長介 峰岸徹 橋本隆司 山口果林 |
| 1989年5月8日               | 蟻地獄に誘われた女                |            |                    |                | 片平なぎさ 広岡瞬 夏夕介 高峰三枝子 |
| 1989年5月15日              | 華やかな死体 愛と哀しみの不在証明 |            |                    |                | 名高達郎 永島暎子 柴田光彦 外山高士 目黒祐樹 |
| 1989年5月22日              | 庭の薔薇の紅い花びらの下          | 長尾由多加 | 林企太子           | 澤村正喜       | 正木弘:近藤正臣 小宮ユウ子:原日出子 正木豊:須賀不二男 刑事:高峰圭二 同窓生:小宮健吾 同窓生:篠田薫 ユウ子の夫:清水幹雄 徳江一裕 轟部長:長門裕之(特別出演)                            |
| 1989年5月29日              | 20年目 罪の決算書                 |            | 高村美智子         | 中山三雄       | 藤田朋子 米倉斉加年 真実一路 北林谷栄 |
| 1989年6月5日               | イニシャルの秘密                  |            | 高木良子           | 岡屋龍一(演出) | 三田寛子 生田悦子 勝野洋 |
| 1989年6月12日              | 罪な女                            | 藤原審爾   | 横光晃             | 高井牧人(演出) | 中沢愛:中田喜子 谷:光石研 愛の夫:山西道広 二下:木下浩 石野時子:大信田礼子 大町高志:小林稔侍                                                                                         |
| 1989年6月19日              | 殺意の風景-砂色の迷宮-            | 宮脇俊三   | 矢代彩子           | 奥村正彦(演出) | 石野真子 古尾谷雅人 若林志穂 高林由紀子 有川博 |
| 1989年6月26日              | 来訪者                            |            | 新藤兼人           | 松井稔         | 岡田奈々 乙羽信子 勝野洋 |
| 1989年7月3日               | 闇に光る                          |            | 大前玲子           | 岩寺秀廣       | 斉藤慶子 田中隆三 斎藤林子 水森コウ太 山田辰夫 高杉玄 中原早苗 犬塚弘 |
| 1989年7月10日              | 艶やかな死神                      | 福田洋     | 近藤昭二・前田陽一 |                | 露口茂 麻丘めぐみ 山田吾一 |
| 1989年7月17日              | 眼中の悪魔                        |            | 中平隆樹           | 下村優         | 京本政樹 山咲千里 石倉三郎 中尾彬 |
| 1989年7月24日              | 赤い殺意の館                      |            | 佐治乾・北川悦吏子 | 藤井克彦       | 風間杜夫 森下哲夫 佐藤忍 高山千草 吉宮君子 夏木マリ |
| 1989年7月31日              | 原島弁護士の愛と悲しみ            | 小杉健治   | 長尾啓司           | 南部英夫       | 田村亮 古村比呂 織本順吉 辰巳琢郎 |
| 1989年8月7日               | 脅迫窓口の女                      |            | 山田康文           | 中村金太       | 樋口可南子 加藤義博 高橋悦史 |
| 1989年8月14日              | 金魚を飼う女                      |            |                    |                | ハナ肇 二宮さよ子 出光元 松尾嘉代 |
| 1989年8月21日              | 孤独なアスファルト                | 藤村正太   |                    |                | 石黒賢 岩崎良美 小島敏彦 伊藤竜也 山本学 |
| 1989年8月28日              | 雁の寺                            | 水上勉     | 中島丈博           | 奥村正彦       | かたせ梨乃 馬渕英明 久保晶 北山雅康 金田龍之介 |
| 1989年9月4日               | 視線の殺人                        |            | 石倉保志           | 松井稔         | 大地康雄 岡本舞 相田寿美緒 中原早苗 磯部弘 高橋長英 益岡徹 |
| 1989年9月11日              | 海は血のいろ                      |            |                    |                | 佳那晃子 春川ますみ 内藤剛志 |
| 1989年9月18日              | 死の郵便配達                      |            | 西岡琢也           | 山口秀矢       | 尾崎静子：烏丸せつこ 静子(烏丸)の夫：ビートきよし 「もう一人」の尾崎静子：赤座美代子 静子(赤座)の夫：佐藤英夫 郵便局員(配達)：新井康弘 郵便局員(窓口)：斎木しげる 長谷川純代 舟田走 |
| 1989年9月25日              | 妻の女友達                        |            | 矢代彩子           |                | 岡江久美子 岡本麗 米沢史織 森本レオ |

エンディングテーマ曲：研ナオコ「悲しみのDance」(1989.4 - 1989.6) / 川嶋みき「Alone」(1989.7 - 1989.9)

##### 女流作家シリーズ（第1期）
| 放送日                        | タイトル                            | 脚本            | 監督・演出 | 出演者                                                                |
| ----------------------------- | ----------------------------------- | --------------- | ---------- | --------------------------------------------------------------------- |
| 1989年10月2日 (20:00-21:54)   | 愛は死のメッセージ（2時間SP）       | 鹿水晶子        | 高井牧人   | 坂口良子 田中健 東丘いずひ エド山口 二宮さよ子 伊東四朗               |
| 1989年10月9日                 | 妖女狂演                            |                 | 伊藤寿浩   | 武田久美子 藤堂新二 鈴木ヒロミツ 夏樹陽子                             |
| 1989年10月16日                | 見知らぬ乗客 寝台急行まりもの女     | 津田幸於        | 鹿島章弘   | 伊藤蘭 日下由美 黒崎輝 西田健                                         |
| 1989年10月23日                | 牡丹燦乱                            |                 |            | 藤岡琢也 辻沢杏子 志垣太郎                                            |
| 1989年10月30日                | おしゃべり女                        | 広井由美子      | 後藤秀司   | 柴俊夫 片桐はいり 真実一路 根岸季衣 高橋洋子                          |
| 1989年11月6日                 | 保証人                              | 小林政広        | 白井政一   | 高樹澪 沢向要士 湯浅けい子 牟田悌三 北村和夫                          |
| 1989年11月13日                | 愛の死角                            |                 |            | 篠田三郎 中村れい子 高瀬春奈 結城美栄子                               |
| 1989年11月20日                | 空色の魔女                          | 加瀬高之        | 石田勝心   | 栗原小巻 岡本舞 小宮久美子 佐野泰臣 新克利                            |
| 1989年11月27日                | 偽りのダイヤモンド                  | 北川悦吏子      | 鈴木元     | 木の実ナナ 山本紀彦 鹿島かんな 金子研三 石井くに子 竹中直人 高沢順子  |
| 1989年12月4日                 | 危険な関係                          |                 |            | 野際陽子 清水善三 水島裕子 益戸育江                                   |
| 1989年12月11日                | 瞼の母殺人事件                      | 橋本和子        | 小原宏裕   | 万田久子 潮哲也 浅香光代                                              |
| 1989年12月18日                | 尼僧殺人事件                        | 桑田健司 下村優 | 下村優     | 田中健 洞口依子 野村ちこ 山村紅葉 野川由美子                          |
| 1989年12月25日（20:00-21:48） | 夕暮れて香港（2時間SP）             | 岩間芳樹        | 和泉聖治   | 根津甚八 高岡健二 鈴木清順 島田陽子                                   |
| 1990年1月8日                  | 寝台特急「あけぼの1号」の女         | 鴨井達比古      | 村田忍     | 岡田奈々 甲斐智枝美 佐藤佑介 高崎隆二 竹村健 竜のり子 江藤漢 秋野太作 |
| 1990年1月15日                 | 水子地蔵は呪いの因縁                | 加瀬高之        | 窪川健造   | 長門裕之 香山美子 大沢逸美 岩本多代                                   |
| 1990年1月22日                 | 殺されに帰る家                      |                 |            | 早乙女愛 清水ひとみ 田村亮                                            |
| 1990年1月29日                 | 死の二重奏                          | 矢代彩子        |            | 沖直未 いかりや長介                                                   |
| 1990年2月5日                  | 14年目の友情                        |                 |            | 遥くらら 長谷直美                                                     |
| 1990年2月12日                 | ラブレター                          | 田渕久美子      | 白井政一   | 斉藤慶子 あべ静江 佐渡稔 監物房子 河原さぶ 佐藤B作                    |
| 1990年2月19日                 | 獲物の殺意                          |                 |            | 甲斐智枝美 長谷川恒之 佳那晃子                                        |
| 1990年2月26日                 | 弔問客                              |                 |            | かたせ梨乃 中村あずさ                                                 |
| 1990年3月5日                  | 春雷の目撃者                        | 矢代彩子        | 中村金太   | 小川範子 高林由紀子 守田比呂也 湯浅けい子 谷啓 美木良介               |
| 1990年3月12日                 | おびえた天使                        | 水島総          |            | かとうかず子 高岡健二 石橋蓮司                                        |
| 1990年3月19日                 | 記憶の復讐 盲目の少女が崩す完全犯罪 | 田村隆          | 日高武治   | 三浦浩一 伊藤智恵理 中丸新将 久保晶 中原早苗 白都真理                 |
| 1990年3月26日                 | ためらい疵                          | 畑啓美          | 北畑泰啓   | 市毛良枝 織本順吉 安田奈央 角野卓造                                   |

エンディングテーマ曲：椎名恵「Crescent」（1989年10月 - 1989年12月） / 清水綾子「もう一度抱きしめて」（1990年1月 - 1990年3月）

##### 列島縦断事件シリーズ（第2期）
| 放送日                     | タイトル                                                                         | 脚本           | 監督・演出     | 出演者 |
| -------------------------- | -------------------------------------------------------------------------------- | -------------- | -------------- | --- |
| 1990年4月2日 (20:00-21:54) | 鎖の女（2時間SP）                                                                | 平野美枝       | 中村金太       | 倍賞美津子 本田博太郎 清水めぐみ 三條美紀 平泉成 峰岸徹                                                                       |
| 1990年4月9日               | 歴史サスペンス「美女が襲う兼好法師殺人絵図」（2時間SP）                          | 小川英・胡桃哲 | 江崎実生       | 萩原健一 岡田奈々 中村あずさ うじきつよし 荻島真一 五月みどり 西田健 大出俊 下元勉 嵐山光三郎 金田元彦 鈴木瑞穂(ナレーション) |
| 1990年4月16日              | 霧の岬                                                                           | 広井由美子     | 渡辺範雄       | 柴俊夫 長谷川初範 岩崎良美 西山浩司 竹井みどり                                                                                |
| 1990年4月23日              | 赤富士殺人事件                                                                   |                |                | 岡江久美子 勝野洋 大場久美子                                                                                                  |
| 1990年4月30日              | 鳥羽・海になく女                                                                 | 鴨井達比古     | 村田忍         | 美保純 芦川よしみ 藤堂新二 中原早苗 井上高志 佐竹明夫 川口節子 吉田淳                                                         |
| 1990年5月7日               | 夜間高速バスの女                                                                 |                |                | 沢田亜矢子 亜湖 本田博太郎 |
| 1990年5月14日              | 文学賞殺人事件                                                                   | 東條正年       | 中務忠         | 万田久子 島村佳江 河原崎長一郎                                                                                                |
| 1990年5月21日              | 名古屋単身赴任殺人事件                                                           |                |                | 山本圭 中島葵 久野綾希子 |
| 1990年5月28日              | 羽衣伝説殺人事件                                                                 |                |                | 梅宮辰夫 清水ひとみ ジョニー大倉                                                                                              |
| 1990年6月4日               | 女は帯も謎もとく                                                                 | 平野美枝       | 中村金太(演出) | 中野良子 中村銀次 山田吾一 |
| 1990年6月11日              | 博多どんたく殺人旅情                                                             | 石森史郎       |                | 南條豊 早乙女愛 |
| 1990年6月18日              | 軽井沢の霧の中で アリスの館殺人事件                                              | 中平隆樹       | 下村優         | 岡田奈々 高岡健二 辻輝猛 中尾彬                                                                                               |
| 1990年6月25日              | 吉備路に消えた殺意の女 (1989年3月6日放送分の 「月に光る殺意の海」の実質的な続編) | 林企太子       | 大井利夫       | 南田洋子 村井国夫 堀内正美 高沢順子 徳江一裕 白都真理 室田日出男                                                              |
| 1990年7月2日               | 殺意の六甲山                                                                     | 田代淳二       | 吉田憲二       | 丘みつ子 朝比奈順子 立石涼子 伊藤孝雄                                                                                         |
| 1990年7月9日               | 倉敷発夜行殺人列車                                                               |                |                | 渡辺裕之 原日出子 |
| 1990年7月23日              | 屋久島に消えた女                                                                 |                |                | 池波志乃 渡辺典子 野口五郎 美木良介                                                                                           |
| 1990年7月30日              | 復讐岬に舞う真紅のバラ                                                           |                |                | 藤岡弘 東野英心 佳那晃子 |
| 1990年8月6日               | マッチ箱の人生                                                                   | 田村隆         | 山本和夫       | 小川知子 小野みゆき 市山登 亀山助清 福田豊土 寺田農                                                                           |
| 1990年8月13日              | 函館大沼 Y字路の街                                                               | 新藤兼人       | 松井稔         | 益戸育江 中島ゆたか 上田耕一 石井洋祐 渡辺哲 乙羽信子 萩原流行 真実一路（ナレーション）                                       |
| 1990年8月20日              | 京都祇園町送り火心中                                                             |                |                | 林美里 伊東和則 中村嘉葎雄 野川由美子                                                                                         |
| 1990年8月27日              | 国東半島連続殺人事件                                                             |                |                | 森田健作 沖直未 赤塚真人 |
| 1990年9月3日               | 天竜川殺人事件                                                                   | 小林政広       |                | 増田恵子 太平シロー 古尾谷雅人                                                                                                |
| 1990年9月10日              | 無能の情熱 札幌・危険な遊戯                                                      | 相葉芳久       | 山内宗信       | 柄本明 山本ゆかり 徳丸純子 石井愃一 あき竹城                                                                                  |
| 1990年9月17日              | 死を呼ぶ絵日記                                                                   | 安藝永里子     | 佐藤武光       | 麻丘めぐみ 伊藤幸子 三好美智子 仲野文梧 水井優子 河原崎長一郎                                                                 |

エンディングテーマ曲：河合奈保子「霧情」

##### 文豪シリーズ（第2期）
| 放送日         | タイトル                     | 原作                        | 脚本              | 監督・演出 | 出演者 |
| -------------- | ---------------------------- | --------------------------- | ----------------- | ---------- | --- |
| 1990年10月1日  | 夢十夜                       | 夏目漱石                    | 新藤兼人          | 神山征二郎 | 林隆三 河原崎長一郎 佐藤慶 秋吉久美子                                                                                      |
| 1990年10月8日  | 欲望の館                     |                             |                   |            | 根津甚八 麻生真宮子 新藤恵美                                                                                               |
| 1990年10月15日 | 魔性の宿 密会殺人事件        | 泉鏡花 「売色鴨南蛮」       | 黒岩夕城          | 石田勝心   | 小夜子:佳那晃子 秦宗吉:渡辺篤史 和尚:小島三児 甘谷:小倉一郎 能沢:西田健 高品剛 東静子 守田比呂也 杜澤泰文 灰地順           |
| 1990年10月22日 | カチカチ山殺人事件           | 太宰治 「カチカチ山」       | 岩間芳樹          | 河野宏     | 田野木肇・太宰治(二役):柄本明 稲葉宇佐子:野村真美 綾田俊樹 関口トラ:菅井きん                                               |
| 1990年10月29日 | 愛と殺意の子守歌             | 田山花袋「幼きもの」        | 矢代彩子          |            | 洞口依子 川崎麻世 荒井乃梨子 野際陽子                                                                                      |
| 1990年11月5日  | 香港-東京 復讐の誓い         | 坂口安吾 「南京虫殺人事件」 | 田上雄            | 白井政一   | 波川百合子:秋野暢子 陳美鈴:白都真理 天宮刑事:冨家規政 勝又奈々子:徳元かずみ 新海丈夫 勝又慎一郎:石橋蓮司 柴田警部:左とん平 |
| 1990年11月12日 | 夢の浮橋                     | 谷崎潤一郎                  |                   |            | 武田久美子 天宮良 夏樹陽子                                                                                                 |
| 1990年11月19日 | 愛と哀しみの殺意・悲劇の姉弟 | 森鷗外 「高瀬舟」           |                   |            | 岩崎良美 白川和子 米山善吉 誠直也                                                                                          |
| 1990年11月26日 | サーカスの惨劇               |                             |                   |            | 西川弘志 水野美紀 田村亮                                                                                                   |
| 1990年12月3日  | 月澹荘綺譚 侯爵殺人事件      | 三島由紀夫 「月澹荘綺譚」   | 今村和代 佐伯けい | 淡野健     | 聡子:平栗あつみ 勝造:杉本哲太 照茂:青山裕一 君江:中川喜美子 夏川加奈子 老人の勝造:森本レオ                                 |
| 1990年12月10日 | 注文の多い料理店             | 宮沢賢治                    | 吉田秀穂          | 下村優     | 宮菜奈子:岡田奈々 井上裕幸:鶴見辰吾 206号室の客:駒塚由衣 支配人:北見敏之 小林辰男:西岡徳馬                                 |
| 1990年12月17日 | 芥川龍之介の「母」           | 芥川龍之介 「母」           | 畑啓美            | 北畑泰啓   | 野村敏子:江波杏子 野村武:深水三章山下晶:清水香里 山下新治:堀光昭 山下由利江:水沢アキ                                       |

エンディングテーマ曲：常森寿子「Criptogam」

##### 傑作推理受賞作シリーズ（第2期）
| 放送日        | タイトル                | 原作     | 脚本       | 監督・演出     | 出演者 |
| ------------- | ----------------------- | -------- | ---------- | -------------- | --- |
| 1991年1月7日  | 殺意の狂詩曲            |          | 長瀬未代子 | 江上官         | 佐野量子 蜷川有紀 奥村公延 大島宇三郎 佐原健二 高橋悦史 |
| 1991年1月14日 | 大阪の女 実母殺人事件   | 難波利三 | 林千代     | 高野昭二(演出) | 高橋ひとみ 原知佐子 絵沢萌子 端田宏三 広瀬昌亮 財津一郎 |
| 1991年1月21日 | 羊歯が呼ぶ疑惑          |          |            |                | 早乙女愛 石丸謙二郎 内藤剛志 河原崎長一郎 |
| 1991年1月28日 | ある決闘 疑惑の軽井沢   | 水谷隼   | 大前玲子   | 石田勝心       | 月岡八州子:岡田奈々 白崎英二郎:阿部祐二 刑事:志賀圭二郎 徳江一裕 久保田譲:北村行正 武見龍麿 佐原健二 大館和彦:新藤栄作                                                        |
| 1991年2月4日  | 背徳のメス              |          |            |                | 近藤正臣 長谷直美 伊佐山ひろ子 横光克彦 |
| 1991年2月11日 | 恐るべき復讐鬼の犯罪    |          |            |                | 本田博太郎 沖直未 内田直哉 睦五郎 |
| 1991年2月18日 | 夜の終る時              | 結城昌治 | 長尾啓司   | 松原信吾       | 安田刑事:永島敏行 宮坂千枝:山口いづみ 関口隆夫:須藤正裕 段田安則 「ストーク」のママ:内藤やす子(特別出演) 徳持刑事:川崎啓一郎 益富信孝 坂本長利 石田太郎 菅井部長刑事:石橋蓮司 |
| 1991年2月25日 | 八丈富士 殺意の地下森林 | 久丸修   | 小林政広   | 河野宏         | 島村恭子:平栗あつみ 倉永悟:高岡健二 相沢より子:児島美ゆき 小川栄一:西山浩司 野田満義:佐古正人 警官:木村安城 自殺の中年男:稲川淳二 番所一夫:新克利                             |
| 1991年3月4日  | 肝っ玉おかみの犯罪      |          |            |                | 赤木春恵 沢向要士 岡本舞 下条アトム |
| 1991年3月11日 | 藪の中の殺人者          |          |            |                | 隆大介 園佳也子 山本亘 片桐夕子 |
| 1991年3月18日 | 第九の流れる家          | 五谷翔   | 澤村正喜   | 澤村正喜(演出) | 大出洋:大滝秀治 鈴木貞子:野村昭子 早川:掛田誠 岸本功 洋の孫:咲輝 吉田刑事:長門裕之                                                                                            |
| 1991年3月25日 | ハイウェイバス殺人事件  | 井口泰子 | 畑啓美     | 北畑泰啓       | 八木歩:早乙女愛 三好待子:中島ゆたか 笠原弘:山口健二 田中:古賀慎一郎 東条拓也:山口仁 千野刑事:荻島真一 江藤漢 中村京子 横山あきお                                              |

エンディングテーマ曲：内藤やす子「夢・旅人」

##### 列島縦断事件シリーズ（第3期）
| 放送日                      | タイトル                             | 原作     | 脚本                | 監督・演出     | 出演者 |
| --------------------------- | ------------------------------------ | -------- | ------------------- | -------------- | --- |
| 1991年4月1日（21:00-22:54） | フェミニズム殺人事件（2時間SP）      | 筒井康隆 | 綾部伴子            | 森開逞次       | 秋吉久美子 高沢順子 長塚京三 高橋悦史                                                                                |
| 1991年4月8日                | いつの間にか 写し絵                  |          | 新藤兼人            | 増田天平       | 原日出子 川上麻衣子 渡辺哲 佐々木敏 小川隆市 込山順子 三谷昇 大和田獏                                                |
| 1991年4月15日               | 春の海鳴り 復讐姉妹                  |          |                     |                | 岡田奈々 蜷川有紀 秋野太作                                                                                           |
| 1991年4月22日               | 魔性の女 箱根路に2つの死体           |          | 内藤かつい          | 松井稔         | 佳那晃子 左時枝 江角英明 佐藤信一 睦五郎 美木良介                                                                    |
| 1991年4月29日               | 熱海-大島 死の航跡                   |          | 松木ひろし 阿部誠華 | 阿部誠華       | 淡島千景 福田公子 森山ゆかり サード長嶋 立枝歩 倉田健 仲野文梧 工藤堅太郎 船越栄一郎                                 |
| 1991年5月6日                | 秩父三十四所復讐巡礼                 |          |                     |                | 沢田亜矢子 |
| 1991年5月13日               | 那須高原殺人事件 疑惑の風景          |          | 中村勝行            | 中村金太       | 岡江久美子 並木史朗 小松由紀子 内田勝正 倉地雄平 松井哲也 小島三児 荒井注                                            |
| 1991年5月20日               | 上山温泉殺人行                       |          | 松原信吾            | 長尾啓司       | 野川由美子 川上麻衣子 鶴間エリ 大方斐紗子 津村鷹志 有川博                                                            |
| 1991年5月27日               | 女特命捜査官1 伊豆・長岡の女         |          | 押川国秋            |                | 片平なぎさ 水島かおり 江波杏子                                                                                       |
| 1991年6月3日                | 四国の女                             |          | 林千代              | 高野昭二       | 財津一郎 草川祐馬 市川翔子 広瀬昌亮 三條美紀                                                                         |
| 1991年6月10日               | 洞爺湖温泉殺人事件                   |          | 長谷川康夫          | 吉田啓一郎     | 中原理恵 速水典子 小笠原良知 阿部百合子 平田満                                                                       |
| 1991年6月17日               | 富山・新潟 疑惑の逃亡者              |          | 前田治道 下村優     | 下村優         | 根津甚八 志賀圭二郎 辻輝猛 菅野玲子 菅井きん                                                                         |
| 1991年6月24日               | 女特命捜査官2 軽井沢・拉致された花嫁 |          |                     |                | 片平なぎさ 中西良太 若山幸子 水島かおり 江波杏子                                                                     |
| 1991年7月1日                | 三保ノ松原に消えた母                 |          | 小林竜雄            | 日名子雅彦     | 万田久子 佐々木一哲 坂本裕史 鶴見辰吾                                                                                |
| 1991年7月8日                | 南房総・蝶々連続殺人事件             |          |                     |                | 夏樹陽子 大沢逸美 鹿内孝                                                                                             |
| 1991年7月22日               | 北九州・洞海湾に立つ女               |          | 影二郎              | 川島義和       | 田村亮 古村比呂 南條豊 東山明美 木村元                                                                               |
| 1991年7月29日               | 女特命捜査官3 古都鎌倉・長谷寺坂の女 |          | いのちあき          |                | 片平なぎさ 竹井みどり 水島かおり 江波杏子                                                                            |
| 1991年8月5日                | 仙台七夕 幻の女                      |          | 岩松了              | 山本和夫       | 田中健 岡まゆみ ジェリー藤尾 信実一徳 石井くに子 定岡テツ                                                            |
| 1991年8月12日               | 八月十二日の軍法会議                 |          | 大前玲子            | 白井政一       | 野中恭子:香山美子 野中清美:安永亜衣 沼田鉄治:小栗一也 西村哲夫:奥村公延 野中久枝:辻伊万里 椎谷建治 直江喜一 川口節子 |
| 1991年8月19日               | 殺意の双曲線                         |          |                     |                | 荻野目慶子 朝比奈順子 佐藤B作                                                                                        |
| 1991年8月26日               | 女特命捜査官4 点と線の女             |          |                     |                | 片平なぎさ 水島かおり 江波杏子                                                                                       |
| 1991年9月2日                | 小樽の女 凶悪の狼に狙われた人妻      |          | 長尾啓司            |                | 榊原郁恵 安藤一夫 吉田次昭 鈴木ヒロミツ                                                                              |
| 1991年9月9日                | 古都・奈良殺人事件                   |          |                     |                | 鳥越マリ 古尾谷雅人 荒木雅子                                                                                         |
| 1991年9月16日               | 佐渡情話復讐迷路                     |          | 下村優              | 下村優         | 秋野暢子 阿藤海 三角八朗 浜田東一郎 草村礼子 左とん平                                                                |
| 1991年9月23日               | 蒸発美人妻殺人事件                   |          |                     |                | 井上順 長谷直美 千石規子                                                                                             |
| 1991年9月30日               | 京都・山茶花寺殺人事件               |          | 綾部伴子            | 岡屋龍一(演出) | 沢田亜矢子 金沢碧 鶴見辰吾 大和田伸也                                                                                |

エンディングテーマ曲：原めぐみ「ひとつひとつに」

##### 女流作家シリーズ（第2期）
| 放送日         | タイトル                          | 原作       | 脚本       | 監督・演出     | 出演者 |
| -------------- | --------------------------------- | ---------- | ---------- | -------------- | --- |
| 1991年10月7日  | 北国旭川・死の彼方まで            | 三浦綾子   | 神山由美子 | 長尾啓司       | 中原理恵 萩尾みどり 野口早苗 西川優美子 横尾香代子 益岡徹                                                         |
| 1991年10月14日 | 狙われた魔性の黒髪                |            |            | 是沢邦男       | 古村比呂 志垣太郎                                                                                                 |
| 1991年10月21日 | 西新宿無理心中                    |            |            |                | 岡田奈々 鶴見辰吾 小野みゆき                                                                                      |
| 1991年10月28日 | 女は二度生まれる                  |            | 相葉芳久   | 西本淳一       | 大場久美子 可愛かずみ 吉田次昭 夏井貴浩 本郷直樹 白石奈緒美 竹井みどり                                            |
| 1991年11月4日  | 愛がこわれるとき                  | 夏樹静子   | 藤本信行   | 山本迪夫       | 友美:岩崎良美 忠敏:須藤正裕 晴子:神野三鈴 渕野俊太 石井哉 平幹二朗                                                |
| 1991年11月11日 | 消えた少女 家庭教師殺人事件       | 澤地久枝   | 東條正年   | 中務忠         | 早見優 大和田伸也                                                                                                 |
| 1991年11月18日 | 加賀友禅殺人事件                  |            | 清水喜美子 | 吉田憲二(演出) | 松原智恵子 平栗あつみ 山口崇                                                                                      |
| 1991年11月25日 | 救けた命                          |            | 西村昌子   | 西村昭五郎     | 伊藤かずえ 田中隆三 高川裕也 イジリー岡田 新克利                                                                  |
| 1991年12月2日  | 魔性のOL 苦いキスの味             |            | 大前伶子   | 白井政一       | 佳那晃子 清水善三 駒木根尚美 北原弘一（タケ・ウケタ） 杜澤泰文 高樹澪                                             |
| 1991年12月9日  | 彼女が愛した男                    |            | 小林政広   |                | 渡辺典子 益富信孝 黒田アーサー                                                                                    |
| 1991年12月16日 | 寝台特急出羽号・赤い爪痕の女      |            | 橋本和子   | 小沼勝         | 小野寺昭 谷村昌彦 魚住純子 余貴美子                                                                               |
| 1992年1月6日   | 盗まれた女                        |            | 安井国穂   | 松原信吾       | 松本伊代 山口健二 比企理恵                                                                                        |
| 1992年1月13日  | 赤い犬                            |            |            |                | 佐野量子 高岡健二 三浦リカ 奈美悦子                                                                               |
| 1992年1月20日  | 札束は死と消えて                  |            | 長谷川康夫 |                | 立花理佐 大沢逸美                                                                                                 |
| 1992年1月27日  | 遺書二つ                          |            |            |                | かたせ梨乃 星遥子 西岡徳馬                                                                                        |
| 1992年2月3日   | 忍びよる殺意                      | 新津きよみ | 畑啓美     | 北畑泰啓       | 藤真利子 長塚京三 織本順吉 南条弘二 清水香里 千葉裕子 真木洋子 町田真一 新井今日子（再放送・2015年5月30日・BS11） |
| 1992年2月10日  | 湯の宿の女                        |            |            |                | 酒井和歌子 峰岸徹                                                                                                 |
| 1992年2月17日  | 狙われた赤い自転車                |            |            |                | 池内淳子 中山忍 中丸新将                                                                                          |
| 1992年2月24日  | 京都の女 京都・宇治連続殺人事件   |            | 林千代     |                | 財津一郎 南條玲子                                                                                                 |
| 1992年3月2日   | 愛の殺人カルテ                    |            | いずみ玲   | 小久保利己     | 岡江久美子 野々村真 浜田朱里 草薙良一 石田新 飯田和平 丹阿弥谷津子                                                |
| 1992年3月9日   | 喪の宴                            |            |            |                | 岩崎良美 矢島健一 水木薫 未来貴子                                                                                 |
| 1992年3月16日  | 疑惑の構図                        |            |            |                | 佳那晃子 大和田獏 北村総一郎                                                                                      |
| 1992年3月23日  | 殺人者は歌わない 月の砂漠殺人事件 |            | 大前玲子   | 花堂純次       | 原日出子 木下浩之 遠山俊也 信実一徳 平野稔 萩尾みどり                                                             |

エンディングテーマ曲：刀根麻理子「悪の華」

##### 日本列島旅情ミステリー
1992年3月30日　月曜女のサスペンススペシャル「嵯峨野・宇治・須磨　源氏物語殺人事件」原作・高柳芳夫「古都の殺人」　脚本・押川国秋　監督・吉田憲二　キャスト　喜多嶋舞　江守徹　寺田農　中島ゆたか　菊池健一郎　山口崇　辻沢杏子
| 放送日        | タイトル                              | 脚本              | 監督・演出       | 出演者                                                           |
| ------------- | ------------------------------------- | ----------------- | ---------------- | ---------------------------------------------------------------- |
| 1992年4月13日 | 夫の遺書 張り込み・函館殺人事件       | 広井由美子        | 佐々木哲也(演出) | 山下真司 中島久之 鹿島かんな 平淑恵                              |
| 1992年4月20日 | 薩摩の女 指宿温泉連続殺人事件         | 星川泰子          | 国原俊明         | 早乙女愛 石原良純 船越栄一郎                                     |
| 1992年4月27日 | 通勤新幹線替玉事件                    | 前田陽一 青木恵子 | 南部英夫         | 沢田亜矢子 佐藤仁哉 越村公一 西初恵 サード長嶋 池波志乃 三浦浩一 |
| 1992年5月4日  | 沖縄・殺意の果て                      | 安井国穂          |                  | 岡田奈々 井上純一 石浜朗                                         |
| 1992年5月11日 | 女特命捜査官5 愛人殺人事件            | 押川国秋          |                  | 片平なぎさ 水島かおり 江波杏子                                   |
| 1992年5月18日 | 残酷な写真 渡良瀬川甦る殺人残像       |                   |                  | 秋本奈緒美 井上真央 吉沢健 鶴見辰吾                              |
| 1992年5月25日 | 能登・金沢交換殺人事件                |                   |                  | 酒井和歌子 蜷川有紀 速水亮                                       |
| 1992年6月1日  | パパは殺人犯!?伊勢長島温泉殺人逃避行! | 中村巧一          | 門奈克雄(演出)   | 目黒祐樹 高樹澪                                                  |
| 1992年6月8日  | 鬼の影・花渡伝説殺人事件              | 佐伯けい          | 不破敏之         | 未来貴子 並樹史朗 川野太郎 江原真二郎                            |
| 1992年6月15日 | 悪夢・志摩温泉求婚旅行殺人事件        |                   |                  | 岸田今日子 河原崎長一郎 有川博                                   |
| 1992年6月29日 | 殺意の滝 愛が憎しみに変わる時         | ちゃき克彰        | 山本迪夫         | 平幹二朗 渡辺梓 渕野俊太 やまび研 白竜 日色ともゑ                |
| 1992年7月6日  | 母の殺意                              | 西村昌子          | 西村昭五郎       | 大空真弓 橋本功 中野みゆき 石井浩司 浅利香津代                   |

エンディングテーマ曲：五木ひろし「愛別」

##### 日本怪談名作劇場（再放送）
| 放送日        | タイトル            | 脚本               | 監督・演出     | 出演者                                       |
| ------------- | ------------------- | ------------------ | -------------- | -------------------------------------------- |
| 1992年7月20日 | 怪談 累ヶ淵(再)     | 安田公義           | 倉田準二       | 林与一 片桐夕子 吉田義夫 植木悦子 菅貫太郎   |
| 1992年7月27日 | 四谷怪談(再)        |                    | 貞永方久(演出) | 伊吹吾朗 八木孝子 黒須薫                     |
| 1992年8月3日  | 怪談 佐賀の怪猫(再) | 鈴木兵吾           | 西山正輝       | 緑魔子 永島暎子 藤間文彦 亀石征一郎          |
| 1992年8月10日 | 怪談 牡丹燈籠(再)   | 石井君子・服部ケイ | 原田雄一       | 佳那晃子 佐藤仁哉 牧冬吉 白石奈緒美          |
| 1992年8月17日 | 怪談 鰍沢(再)       | 笹原和夫           | 山崎大助(演出) | 清水章吾 早瀬久美 ピーター 赤座美代子        |
| 1992年8月24日 | 高野聖(再)          | 村尾昭             | 西山正輝       | 市川左団次 田中真理 山岡鉄也 近藤準 山本一郎 |

##### 日本列島旅情ミステリー（再開）
| 放送日                      | タイトル                                        | 脚本       | 監督・演出 | 出演者 |
| --------------------------- | ----------------------------------------------- | ---------- | ---------- | --- |
| 1992年8月31日               | 恐怖のパーティー                                |            |            | 渡辺典子 高橋長英 金沢碧 織本順吉                                                                                   |
| 1992年9月7日                | ひと夏の誘拐                                    | 宇山圭子   | 原田昌樹   | 熊谷真実 古尾谷雅人 山崎裕太 斉藤林子 日向明子 浜田光夫                                                             |
| 1992年9月14日               | 盲目の目撃者                                    | 長谷川康夫 |            | 高橋ひとみ 川崎麻世 近松麗江 高岡健二                                                                               |
| 1992年9月21日               | 小樽・消えた婚約者                              | 満友敬司   | 長尾啓司   | 生方麻美:伊藤かずえ 北川洋一:安藤一夫 「放浪の画家」:うえだ峻 牧野透:須藤正裕 岩田克巳:大石吾朗 正気武:鈴木ヒロミツ |
| 1992年9月28日 (21:00-22:54) | 崖ふちの真実〜山形新幹線から消えた女（2時間SP） |            |            | 原田芳雄 かたせ梨乃 北村総一郎                                                                                      |

エンディングテーマ曲：五木ひろし「愛別」

##### 女流作家シリーズ（第3期）
| 放送日         | タイトル     | 原作     | 脚本     | 監督・演出 | 出演者                                                                  |
| -------------- | ------------ | -------- | -------- | ---------- | ----------------------------------------------------------------------- |
| 1992年10月5日  | 闇の演出     | 夏樹静子 | 大前玲子 | 植木善晴   | 夏樹陽子 萩原流行 塚本信夫 武野功雄 西凛太朗 伊藤幸子 河西健司 内藤武敏 |
| 1992年10月12日 | 郷愁の罪     |          |          |            | 真行寺君枝 相川恵里 秋野太作 佐原健二                                   |
| 1992年10月19日 | 漆が燃えた   |          | 林千代   |            | 岡田奈々 並木史朗 高岡健二 三ツ矢歌子                                   |
| 1992年11月9日  | 殺しの交差点 | 夏樹静子 | 東條正年 | 中務忠     | 清水健太郎 こだま愛 風間舞子 横光克彦                                   |

エンディングテーマ曲：水原尚子「夜叉」

##### 特別番組により休止
| 放送日                       | タイトル                                   | 脚本     | 監督・演出 | 出演者 |
| ---------------------------- | ------------------------------------------ | -------- | ---------- | --- |
| 1992年11月16日 (20:00-21:48) | プレイガール'92・黒真珠殺人事件（2時間SP） | 猪俣憲吾 | 小山幹夫   | 片平なぎさ 鳥越マリ 青山知可子 中村綾 高野敦子 浜かおる 鈴鹿景子 沢たまき 沖田浩之 宮内洋 大場順 鈴木ヒロミツ 左とん平 睦五朗 名和宏 川地民夫 梅宮辰夫 |

##### 女流作家シリーズ（再開）
| 放送日         | タイトル                           | 脚本       | 監督・演出 | 出演者                                                                             |
| -------------- | ---------------------------------- | ---------- | ---------- | ---------------------------------------------------------------------------------- |
| 1992年11月23日 | 火の供養                           |            | 広瀬襄     | 沢田亜矢子 左時枝 羽生昭彦 加島潤 越村公一 藤木悠                                  |
| 1992年11月30日 | 秘められた心中                     |            |            | 根本りつ子 川崎麻世 江角英明 乙羽信子                                              |
| 1992年12月7日  | 死の懸賞                           | 佐伯けい   | 不破敏之   | 山口果林 丸岡奨詞 長野里美 大嶋陽子 中条佳代子 山田善伸 梅津智史 中山仁            |
| 1993年1月4日   | 水子地蔵は呪いの因縁・鎌倉殺人案内 |            |            | 香山美子 長門裕之                                                                  |
| 1993年1月11日  | 血塗られた閨閥殺人事件             |            |            | 西村晃 山下規介 土家香織 岡まゆみ                                                  |
| 1993年2月1日   | 女子大生が消えた・AVギャル殺人事件 | 樫村勲     | 帯盛迪彦   | いかりや長介 井田州彦 沢田夏子 明日香尚 奥野匡 飯島美穂 高萩秀子 舟喜幸子 生稲晃子 |
| 1993年2月22日  | 死ぬという女                       | 長谷川康夫 | 不破敏之   | 岡江久美子 沖直未 平野稔 元井須美子 石橋正次 新藤栄作                              |
| 1993年3月29日  | 契約書開封                         | 満友敬司   | 南部英夫   | 伊藤かずえ 大石吾朗 船越栄一郎                                                     |

エンディングテーマ曲：水原尚子「夜叉」

##### 備考
- 予算上の制約で撮影にビデオ機材が採用された為、フィルム収録の作品は皆無である(「怪談シリーズ」の再放送を除く)。
- このドラマシリーズ以降、日本テレビ系列で放送されていた旧「火曜サスペンス劇場」同様、CM入り前のアイキャッチが導入される。ただし、その際に表示されるのは番組名ではなく、週毎のサブタイトル（作品名）である。また「夏樹静子トラベルサスペンス」シリーズ時代の名残で、オープニング直後の「提供クレジット」部（いわゆる「前提供」）のテーマ曲として「帰れないエトランゼ」（初代エンディングテーマ曲）のイントロが採用されていた（1988年4月 - 1992年3月）。
- 新しいシリーズが開始される都度、オープニングとアイキャッチのアニメーション（CG）が変更されていたが、1992年4月の「日本列島旅情ミステリー」開始時にはメインテーマ曲（オープニング）とジングル音（アイキャッチ）も一新され、同時に音声が従来のモノラルからステレオに変更された。
- 第2期以降（1986年10月 - 現在）に限れば、「艶やかな死神」（1989年7月10日放送分）が記録した15.8%が、テレビ東京月曜21時枠の最高視聴率となっている。
- 北海道旭川市出身の作家・三浦綾子の原作を基にドラマ化された「北国旭川・死の彼方まで」（1991年10月7日放送分）は、テレビ北海道の制作となっているが、テレビ東京も制作に協力しているため、実質的には両局による共同制作番組である。
- 1992年の7月から8月までの約2ヶ月間は「日本名作怪談劇場」（1979年/旧東京12チャンネル）の怪談作品を再放送した。
- 単発特番「プレイガール'92・黒真珠殺人事件」（1992年11月16日放送分）は、片平なぎさがテレビ東京系列で初めて主演した2時間サスペンスドラマでもある。以後、水曜ミステリー9特別企画「黒い骨」（主演）までの約15年間、テレビ東京が制作したサスペンスドラマ番組への片平の出演は途切れている。
- 2010年4月からテレビ東京系列で開始された「グッドチャンネル・女のサスペンス名作選」（再放送）では、「列島縦断事件シリーズ」→「列島縦断トラベルサスペンス」や「女流作家シリーズ」→「特選作家ミステリー」、「文豪シリーズ」→「文豪サスペンス」のように、名称が初回放送時とは異なるものに変更されたシリーズも存在する。
- プロダクションは、「出海企画」「ニユーテレス」「東海映画社」(現：ジャパンビジョン)「スタッフアズバーズ」「にっかつ撮影所」「テレパック」「レオナ」（現：レオナ企画）などの外部制作会社が担当した。
- 系列傘下の「テレビ東京制作」(PROTX)を除けば、同じ制作会社が関西テレビの類似枠に対しても作品の供給を行う事例も見受けられ「月曜・女のサスペンス・スペシャル」のタイトルで不定期に放送されていた2時間拡大回は、原則的に開始時刻が通常回より約1時間繰り上げの20時に設定されていた。ちなみに第1作目の「青函特急から消えた男」（1988年4月4日放送分）は、テレビ東京系列で初めて自社制作された2時間サスペンスドラマであった。
- テレビ東京系列以外での放送も想定して、番組名(オープニング用のタイトルロゴ)から「曜日」を外した状態で作品の納品を行っている制作会社もある。
- 「夏樹静子トラベルサスペンス」作品の内、旧東海映画社が製作した8作品は、同社が同時期に放送していた関西テレビ製作の類似枠「月曜サスペンスシリーズ」に配給した「夏樹静子サスペンス」などの20作品と共に、現在の屋号である「ジャパンビジョン」に改称した1993年以降「夏樹静子劇場」に再構成されている為、「女のサスペンス名作選」内での再放送は実施されなかった。但し、「女流作家シリーズ」など番組後期のシリーズでドラマ化された非東海映画社系の作品は「夏樹静子サスペンス」のタイトルで再放送されている。
- 「夏樹静子劇場」版(旧東海映画社系の8作品)では、オープニングとエンディングが独自の素材に差し替えられている。アイキャッチ（関西テレビ作品では非採用）部分も、静止処理が施されたアイキャッチ入り直前の映像をバックにジングル音のみを流す、もしくはアイキャッチそのものを完全にカットするなど、修正が加えられている。また、これは関西テレビ作品についてもほぼ当てはまる事であるが、独自のED素材へ切り替えをスムーズに行う事ができず、本放送時のED主題歌(イントロ)が数秒間流れたり、出演者の台詞が途中から欠損しているものもある。なお、この「夏樹静子劇場」への編入後、元々は2時間番組であった「青函特急から消えた男」は前後2篇に分割されている。
- テレビ東京系列のドラマ番組（現代劇）としては異例の長期（約5年）にわたる放送で、作品のストック化がある程度は達成されていたのにもかかわらず、2010年の春まで自系列でもほとんど再放送されない状態が続いていた（後述）。また、後に参入を果たす定時の2時間サスペンスドラマ枠（現在は「月曜プレミア8」のタイトルで放送中）で放送された作品群に比べ、系列外への番組販売も概して低調であったが、近年は従来の県域局(地上波)に加えて、衛星放送局(BS・CS)などで再放送される機会が増えている。

#### 日本名作ドラマ

##### 第1期（1993年5月 - 1993年9月）
| タイトル       | 放送日                | 出演者                                              |
| -------------- | --------------------- | --------------------------------------------------- |
| 雁             | 1993年5月3日・10日    | 田中裕子 長谷川和彦 石橋保 吉行和子                 |
| 鍵             | 1993年5月17日・24日   | 津川雅彦 中島ひろ子 橋爪淳 小柳ルミ子               |
| 門 それから    | 1993年5月31日・6月7日 | 風間杜夫 有森也実 泉本教子 古尾谷雅人               |
| 伊豆の踊子     | 1993年6月14日・21日   | 木村拓哉 早勢美里 柳沢慎吾 石橋蓮司 加賀まりこ      |
| 美徳のよろめき | 1993年6月28日・7月5日 | 藤谷美和子 阿部寛 丹波義隆 村上冬樹 鳥越マリ 根上淳 |
| 踊り子         | 1993年7月26日・8月2日 | かたせ梨乃 藤堂新二 村上聡美 永島敏行               |
| 斜陽           | 1993年8月9日・16日    | 紺野美沙子 根津甚八 司葉子 平幹二朗                 |
| 香華           | 1993年8月23日・30日   | 墨田ユキ 竹本孝之 岩本多代 平田満 倍賞美津子        |
| 野菊の墓       | 1993年9月6日・13日    | 黒沢あすか ハナ肇 乙羽信子 池内淳子                 |
| 真実一路       | 1993年9月20日・27日   | 清水美砂 小松政夫 小川真由美                        |

エンディングテーマ曲：大江光「人気のワルツ」

##### 第2期（1993年10月 - 1996年3月）
| タイトル               | 放送日            | 出演者                                                                              |
| ---------------------- | ----------------- | ----------------------------------------------------------------------------------- |
| にごりえ               | 1993年10月25日    | 田中裕子 洞口依子 川越美和 根岸季衣 柄本明                                          |
| 浮雲                   | 1993年11月29日    | 岸本加世子 古尾谷雅人 中尾彬                                                        |
| 智恵子抄               | 1994年2月14日     | 南果歩 あめくみちこ すまけい 中丸新将 渡辺美佐子 滝田栄                             |
| 本日休診               | 1994年3月14日     | いかりや長介 杉田かおる 七瀬なつみ ひかる一平 絵沢萌子 清水ひとみ 深水三章 浅茅陽子 |
| 古都                   | 1994年5月30日     | 中江有里 杉本哲太 大沢健 岩本多代 橋爪功                                            |
| こころ                 | 1994年10月31日    | 加藤剛 葉月里緒奈 鶴見辰吾 高橋恵子                                                 |
| 夫婦善哉               | 1995年2月6日      | 田中裕子 筒井真理子 正司照枝 髙田次郎 浜村純 小林薫                                 |
| 若い人                 | 1995年5月2日(火)  | 髙嶋政宏 朝比奈彩乃 新橋耐子 佐藤史郎 鈴木京香                                      |
| あにいもうと           | 1995年9月12日(火) | 杉本哲太 寺島しのぶ 樹木希林                                                        |
| 猫と庄造と二人のおんな | 1996年3月20日(水) | 藤田まこと 麻生祐未 荒木雅子 いしだあゆみ                                           |

##### 備考
当初は前後2篇に分割された作品を2週連続で放送していたが、1993年10月25日放送分の「にごりえ」から不定期の2時間ドラマシリーズに移行、開始時刻もそれまで（定時放送時代）より1〜2時間の繰り上げ（作品により異なる）となったため、この時点でドラマ枠としての月曜21時枠は一旦消滅したことになる（1995年5月2日放送分の「若い人」以降、「曜日」の固定も撤廃）。

### 第3期（1995年4月 - 1997年3月）
『日本名作ドラマ』終了後、バラエティ番組を経て、金曜夜9時に放送されていた時代劇枠との交換により、15年ぶりに連続ドラマ枠が復活した。時代劇→刑事ドラマ→サスペンスドラマ→時代劇と変遷してきたが、フジテレビの月9ドラマの牙城を崩せず、1997年の『編笠十兵衛』を最後に撤退した。以降は再びバラエティ枠となったが、2020年4月からは2時間ドラマを中心とした単発特別番組枠『月曜プレミア8』が放送されている。
- 付き馬屋おえん事件帳
- あばれ医者嵐山
- 刑事追う!（1996年4月8日 - 9月23日）
- 事件・市民の判決（1996年10月7日 - 12月16日）
- 編笠十兵衛（1997年1月6日 - 3月24日）

## 再放送

### 現在
- BSイレブン：2013年春の改編で設置された定時のドラマ枠「土曜サスペンス」(当初は毎週土曜11:00 - 12:00であったが後に毎週土曜15:00 - 16:00に変更)で、「夏樹静子トラベルサスペンス」作品(「夏樹静子劇場」版)を含むテレビ東京旧月曜21時枠のサスペンス作品が、関西テレビの旧月曜22時枠やテレビ朝日の旧傑作推理劇場枠で放送された類似作品と交互に再放送されている。本放送時と同じ素材(「夏樹静子～」以外の作品)を放送する際は、「曜日」の不整合を解消する目的でBSイレブン側が作成した一枚画(「土曜サスペンス」)で元の番組名(「月曜・女のサスペンス」)が被せ処理(OP冒頭の数秒間)される。
- 歌謡ポップスチャンネル(CS・CATV向け局):毎週木曜日(25:30 - 26:30)に「インターローカル・ドラマアワー」のタイトルで放送中。ch本体は視聴契約が必要な有料放送であるが、インターローカルTVが供給している番組(ドラマアワーを含む)にはスクランブル信号がかけられていない為無料で視聴できる。
- ファミリー劇場・ホームドラマチャンネル他(CS・CATV向け有料専門局)：「女の四季」・「女のサスペンス」作品などを不定期に放送。過去には岸田今日子主演「大いなる幻影」(1989年)の様にSP回用の作品がホームドラマチャンネルで放送された事もある。

### 過去
- テレビ東京系列（6局同時ネット）：2010年春の改編で新設されたテレビ東京系列の帯枠「グッドチャンネル・女のサスペンス名作選」（月〜水 11:30 - 12:27）で、4月5日から9月29日まで「月曜・女のサスペンス」時代の計71作品が再放送された（初回放送時と異なり、聴覚障害者向けの字幕放送も実施）。再放送の開始に合わせる形でOPのアニメーションが女流作家シリーズ第2期のそれを基調とした全作共通の「名作選」バージョンに変更(被せ処理で対応)されているが、メインテーマ曲（OP）とCM入り前のアイキャッチ、ED主題歌などは初回放送時と同じもので据え置かれている。
- BSジャパン（土 20:00 - ）:2010年10月から12月までの約3ヵ月間、地上波の「女のサスペンス名作選」で放送された12作品を放送（字幕放送は無し）。初回放送終了後、平日の帯枠でベルト放送されたり、連続ドラマ作品の放送開始日を調整する為の「クッション番組」として不定期に放送された事もある。拡大SP回のBSジャパンでの再放送は開局以来皆無であり、単発ドラマ(2時間枠)の再放送は地上波との共同制作枠(BSでは日曜21時枠)で放送した2001年以降の作品にほぼ限定されている。
- BSイレブン：坂口良子主演の2時間SP「愛は死のメッセージ」(1989年)を単発ドラマ用の2時間枠(毎週日曜20:00 - →映画枠に変更)で再放送(2012年5月13日・2012年6月24日)。現在放送中の1時間版とは異なり、OPの加工(番組名の差し替え)は行われず、本放送時ほぼ同じ状態でオンエアされた。ちなみにBSジャパンでは毎週日曜日(21:00 - )に水曜ミステリー9(BSミステリー)第2期の作品を再放送している為、21時台に限り同じテレビ東京系列(地上波)で過去に放送されたドラマ作品が裏表で対峙する形となった。
- 京都放送：「土曜深夜サスペンス」枠（土 24:00 - ）で、「夏樹静子トラベルサスペンス」作品が「夏樹静子劇場」にタイトル差し替えの上、関西テレビ制作の1時間サスペンスの「夏樹静子サスペンス」作品と共に再放送されていた。
- 広島テレビ：「ドラマ傑作選」（日 26:20 - ）枠で「夏樹静子トラベルサスペンス」作品を。ただし京都放送同様、「夏樹静子劇場」に再構成されている為、関西テレビ作品との交互放送であった。
- あいテレビ（愛媛県のTBS系列局）：テレビ東京系列での放送は既に終了していた1990年代後期、週末午後のローカルセールス枠で、「女のサスペンス」が関西テレビ作品と共に不定期放送されていた。また、単発特番の「プレイガール'92」を、平日の午後に設けられていた2時間ドラマ用の再放送枠で放送したこともある。
- 南海放送（愛媛県の日本テレビ系列局）：2005年の春から約4年間、「ドラマスペシャル」枠（平日 9:55 - ）内で、「女のサスペンス」・「女の四季」が関西テレビ作品や韓国ドラマなどと共にベルト放送されていた（OPアニメーションはカット）。

| テレビ東京系 月曜21時枠                              | テレビ東京系 月曜21時枠                                           | テレビ東京系 月曜21時枠                            |
| 前番組                                               | 番組名                                                            | 次番組                                             |
| ---------------------------------------------------- | ----------------------------------------------------------------- | -------------------------------------------------- |
| 名画劇場                                             | テレビ東京月曜9時枠の連続ドラマ （第1期）                         | 月曜痛快時代劇                                     |
| テレビ東京系 月曜21:55 - 21:56枠（1969.4 - 1974.9）  |                                                                   |                                                    |
| 名画劇場 （21:00 - 21:56）                           | テレビ東京月曜9時枠の連続ドラマ （第1期） 【1分縮小して継続】     | 天気予報 （21:55 - 22:00） 【1分拡大して継続】     |
| テレビ東京系 月曜21:54 - 21:55枠（1974.10 - 1975.9） |                                                                   |                                                    |
| テレビ東京月曜9時枠の連続ドラマ （21:00 - 21:56）    | テレビ東京月曜9時枠の連続ドラマ （第1期） 【更に1分縮小して継続】 | 天気予報 （21:54 - 22:00） 【更に1分拡大して継続】 |
| テレビ東京系 月曜21時台前半枠（1986.10 - 1993.9）    |                                                                   |                                                    |
| にっぽんの歌 （週レギュラー版）                      | テレビ東京月曜9時枠の連続ドラマ （第2期）                         | 名門パープリン大学日本校 【ここからバラエティ枠】  |
| テレビ東京系 月曜21時枠（1995.4 - 1997.3）           |                                                                   |                                                    |
| ニョキニョキ植物王国 【ここまでバラエティ枠】        | テレビ東京月曜9時枠の連続ドラマ （第3期）                         | 仰天!ひらめき研Q所 【ここから再びバラエティ枠】    |
| テレビ東京系 グッドチャンネル 月 - 水曜日            |                                                                   |                                                    |
| （枠設立前に付き無し）                               | 女のサスペンス名作選                                              | CSI:マイアミ シーズン5 ※11:30 - 12:25              |